# Liste der Monuments historiques in Saint-Pierre-Canivet
Die Liste der Monuments historiques in Saint-Pierre-Canivet führt die Monuments historiques in der französischen Stadt Saint-Pierre-Canivet auf.

## Liste der Bauwerke
| Bezeichnung        | Beschreibung                                                   | Standort | Kennzeichnung | Schutzstatus | Datum | Bild           |
| ------------------ | -------------------------------------------------------------- | -------- | ------------- | ------------ | ----- | -------------- |
| Château de la Tour | vorrevolutionär, klassizistischer Schlossbau mit Mittelrisalit | (Lage)   | PA00111708    | Inscrit      | 1967  | weitere Bilder |

## Liste der Objekte
| Bezeichnung | Beschreibung | Standort                  | Kennzeichnung | Schutzstatus | Datum | Bild |
| ----------- | --- | ------------------------- | ------------- | ------------ | ----- | ---- |
| Tapete      | Das auf Tapeten aufgebrachte Wandgemälde aus der Zeit zwischen 1770 und 1775 zeigt einen chinesischen Berg und chinesische Architektur.                                                                                                   | Château de la Tour (Lage) | PM14000699    | Classé       | 1983  |      |
| Tapete      | Das auf Tapeten aufgebrachte Wandgemälde aus der Zeit zwischen 1770 und 1775 zeigt einen chinesischen Berg und chinesische Architektur.                                                                                                   | Château de la Tour (Lage) | PM14000700    | Classé       | 1983  |      |
| Tapete      | Das auf Tapeten bzw. Tuch aufgebrachte Gemälde mit acht Tafeln aus der Zeit zwischen 1770 und 1775 zeigt vor allem Vögel. | Château de la Tour (Lage) | PM14000701    | Classé       | 1983  |      |
| Supraporte  | Im Turm befindlicher Türschmuck mit dem Profil einer Frau und einer Ornamentik aus Stuck. 1773 durch François-Joseph Duret geschaffen. | Château de la Tour (Lage) | PM14000702    | Classé       | 1983  |      |
| Supraporte  | Im Turm befindliches Flachrelief oberhalb der Tür mit den Szenen eines Kinderspiels. 1773 durch François-Joseph Duret geschaffen. | Château de la Tour (Lage) | PM14000703    | Classé       | 1983  |      |
| Vase        | Zwei Vasen, die bei der einen Vase in der Dekoration eine mythische Szene mit Streitwagen zeigen und bei der anderen ein Garten mit spielenden Kindern. Die Vasen stammen aus dem 19. Jahrhundert und könnten Kopien aus Versailles sein. | Château de la Tour (Lage) | PM14000704    | Classé       | 1983  |      |